# Lidoire
Lidoire – rzeka we Francji, przepływająca przez tereny departamentów Dordogne i Żyronda, o długości 49,5 km. Stanowi dopływ rzeki Dordogne, do której uchodzi w pobliżu miejscowości Castillon-la-Bataille.